# Associazione Sportiva Fascista Dinasimaz Popoli 1939-1940
Questa voce raccoglie le informazioni riguardanti l'Associazione Sportiva Fascista Dinasimaz Popoli nelle competizioni ufficiali della stagione 1939-1940.

## Rosa
| N. |                   | Ruolo | Calciatore           |
| -- | ----------------- | ----- | -------------------- |
|    | Italia (bandiera) | A     | Sergio Andreoli      |
|    | Italia (bandiera) | D     | Angelo Bullini       |
|    | Italia (bandiera) | D     | Mario Caselli        |
|    | Italia (bandiera) | D     | Oder Cavallari       |
|    | Italia (bandiera) | C     | Alberto De Dominicis |
|    | Italia (bandiera) | D     | Otello Di Biase      |
|    | Italia (bandiera) | D     | Domenico Di Matteo   |
|    | Italia (bandiera) | A     | Francesco Dollenz    |
|    | Italia (bandiera) | C     | Francesco Maggiori   |

| N. |                   | Ruolo | Calciatore        |
| -- | ----------------- | ----- | ----------------- |
|    | Italia (bandiera) | A     | Emilio Pezzini    |
|    | Italia (bandiera) | D     | Argante Pucci     |
|    | Italia (bandiera) | C     | Cecchino Schiavi  |
|    | Italia (bandiera) | D     | Egidio Sgubin     |
|    | Italia (bandiera) | C     | Giuseppe Veronesi |
|    | Italia (bandiera) | P     | Luigi Ukram       |
|    | Italia (bandiera) | C     | Ruggero Villotti  |
|    | Italia (bandiera) | D     | Mario Zulli       |